# K oltáři Páně
K oltáři Páně je česká mešní píseň k českým patronům – sv. Cyrilovi, Metodějovi, Václavovi, Vojtěchovi, Ludmile, Prokopovi, Vítovi, Anežce České a Janu Nepomuckému. Její text napsal Vladimír Šťastný, melodii složil Josef Cyril Sychra. V jednotném kancionále, v němž má přepracovaný text, je označena číslem 839. Má dvě sloky pro vstup, jednu před evangeliem, dvě při obětním průvodu, dvě k přijímání a jednu na závěr. Byla zařazena už do Českého kancionálu z roku 1921.